# Kunstbeirat des Deutschen Bundestages
Der Kunstbeirat des Deutschen Bundestages ist ein seit 1995 bestehender Beirat, der den Bundestagspräsidenten in Fragen der Förderung der bildenden Kunst, in den ihm kraft Hausrecht unterstellten Reichstagsgebäude und weiteren eventuell anfallenden Ad-hoc-Aufgaben berät. Die Vorläuferorganisation des Kunstbeirats war die 1979 von Annemarie Renger gegründete Kunstkommission, die 1995 im Kunstbeirat aufging. Der Kunstbeirat verwaltet auch die Artothek des Deutschen Bundestages.

## Aufgaben des Kunstbeirates
Der Kunstbeirat tagt unter dem Vorsitz des Bundestagspräsidenten. Seine Aufgabenfelder sind:
Ankaufsitzungen, bei denen beschlossen wird, welche Kunstwerke für die Kunstsammlung des Deutschen Bundestages erworben werden. Diese Sitzungen finden mindestens einmal im Jahr statt. Eine zweite Aufgabe sieht der Kunstbeirat in der Entwicklung eines Kunst-am-Bau-Konzeptes für die Parlamentsbauten in Berlin. Eine weitere Aufgabe ist die Auswahl der Kunstwerke oder des Künstlers bei den Ausstellungen für zeitgenössische Kunst im Kunst-Raum des Deutschen Bundestages im Marie-Elisabeth-Lüders-Haus.
Das vierte Aufgabenfeld des Kunstbeirates ist die Wahrnehmung von Ad-hoc-Aufgaben. Dazu zählten in der Vergangenheit die Kunstwettbewerbe für eine Gedenkstätte im Berliner Reichstagsgebäude und für die von den Nationalsozialisten verfolgten oder ermordeten Reichstagsabgeordneten der Weimarer Republik.

## Zusammensetzung des Kunstbeirates
Dem Kunstbeirat gehören neben der Bundestagspräsidentin Julia Klöckner acht Mitglieder des Deutschen Bundestages an. Sekretärin und Kuratorin der Kunstsammlung des Deutschen Bundestages ist Kristina Volke. Die aktuelle Besetzung des Kunstbeirates lautet, wie folgt:
- Michael Frieser, CDU
- Philipp Amthor, CDU
- Nancy Faeser, SPD
- Holger Mann, SPD
- Nicole Hess, AfD
- Götz Frömming, AfD
- Filiz Polat, Grüne
- Gregor Gysi, Die Linke

## Weitere ratgebende Persönlichkeiten
Während der Zeit des Deutschen Bundestages in Bonn war es der Architekt des Langen Eugen, Egon Eiermann, der die Sitzungssäle des neuen Abgeordnetenhauses von verschiedenen Künstlern gestalten ließ. Der Abgeordnete Gustav Stein, der zugleich auch Kunstprofessor war, regte an, für die Abgeordnetenbüros Kunstwerke aus der Sammlung Stein zu kaufen. Diese Kunstwerke bilden bis heute den Grundstock der Kunstsammlung des Deutschen Bundestages.
Annemarie Renger erwog 1976 den weiteren Ankauf von Kunstwerken. Aus diesem Grunde wurde die Kunstkommission gegründet, in der je zwei Abgeordnete der großen Fraktionen und einer der kleinen Fraktionen berufen wurden. Rita Süssmuth, die spätere Bundestagspräsidentin, engagierte sich in ihrer Zeit als Bundestagspräsident in der Kunstkommission. Die Kunstkommission ging 1995 im Kunstbeirat auf.
Bei der Entwicklung des Kunstkonzeptes für das heutige Reichstagsgebäude berieten Götz Adriani und Karin Stempel den Kunstbeirat.